# Araeognatha mollita
Araeognatha mollita är en fjärilsart som beskrevs av W. Warren 1913. Araeognatha mollita ingår i släktet Araeognatha och familjen nattflyn. Inga underarter finns listade i Catalogue of Life.